# Burgdorf (Svájc)
Burgdorf település Svájcban, Bern kantonban. Lakosainak száma 16 420 fő (2018. december 31.). Burgdorf Hasle bei Burgdorf, Heimiswil, Kirchberg (BE), Lyssach, Oberburg, Rüti bei Lyssach, Wynigen, Mötschwil és Krauchthal községekkel határos.

## Népessége
| Lakosok száma | 3636 | 15 381 | 14 962 | 14 809 | 14 379 | 14 664 | 14 856 | 15 584 | 16 228 | 16 417 |
|               | 1850 | 1983   | 1987   | 1993   | 1997   | 2002   | 2006   | 2011   | 2015   | 2019   |

## Híres szülöttjei
- Fritz Morf labdarúgó